# Bajóti Büdös-lyuk
A Bajóti Büdös-lyuk a Duna–Ipoly Nemzeti Parkban, a Gerecse hegységben található egyik barlang. Magyarország megkülönböztetetten védett barlangjai között van. Ha figyelmesek vagyunk, az ott élő Denevérekkel is találkozhatunk.

## Leírás
Bajót külterületén, a Domonkos-hegy fennsíkján, egy szakadékszerű berogyás alján van a barlang 1,3 m széles és 1 m magas bejárata. Szűk, lapos és nagyon omladékos bejárati szakasza 5 m után kapcsolódik egy tág folyosóhoz. A D-i irányba haladó, kissé kanyargó folyosó elülső, 11 m hosszú része 1,5–3,8 m széles és 1,8–5 m magas. Az 5 m hosszú középső és a 7 m hosszú belső rész 1–1,5 m széles és 2,5–3 m magas. Az összeszűkülő járatszelvény különíti el egymástól az egyes részeket. A barlang középső eocén homokkőben jött létre. Befelé enyhén lejtő, a végpont közelében pedig meredeken emelkedő főjárata az ÉNy–DK és É–D irányú törésvonalak menti szétlazulással alakult ki, a mellékjáratok ÉNy–DK és ÉK–DNy irányú törésvonalakra illeszkednek. Az üregrendszerre a szögletes, sarkos felharapódzási-omlási formák jellemzőek. Sok kőzetomladék található benne.
A sok belógó gyökér jelzi a külszín közelségét. A falfelületek foltokban, porszerű meszes lepellel borítottak, más képződménye nincs a barlangnak. Majdnem állandóan gyenge légmozgás tapasztalható az üregben. Páratartalma némileg alacsonyabb az átlagosnál, csak 80–85 %, hőmérséklete azonban magasabb, a téli időszakban sem csökken 11,5–12 °C alá. A lezárt, könnyen megközelíthető barlang csak engedéllyel, kutatócsoporttal és kutatási céllal tekinthető meg. A barlangban élő denevérek nyugalmának biztosítása miatt korlátozva van január 1. és december 31. közötti látogatása. A barlangban végzett megfigyelések során, a Gerecse Barlangkutató és Természetvédő Egyesület megállapította, hogy a barlangban 7 denevérfaj; kis patkósdenevér (R. hipposideros), kereknyergű patkósdenevér (R. euryale), nagy patkósdenevér (R. ferrumequinum), közönséges denevér (M. myotis), vízi denevér (M. daubentonii), nagyfülű denevér (M. bechsteinii) és nyugati piszedenevér (B. barbastellus) fordul elő.
1989-ben volt először Bajóti Büdös-lyuknak nevezve a barlang az irodalmában. A barlang a bejáratából télen kiáramló párafelhőről kapta nevét. Előfordul a barlang az irodalmában Büdös-lyuk (Bertalan 1976), Büdöslyuk (Vigh 1937) és Domonkos-hegy barlangja (Bertalan 1976) neveken is.

## Kutatástörténet

### 1937–2005
A Turisták Lapja 1937. évi évfolyamában közölve lett, hogy a legújabb Gerecse hegység és Gete turistatérkép szerint a bajóti Kökényes-hegy K-i lejtőjén, kocsiúthoz közel, 240 m tszf. magasságban van a Büdöslyuk. Az 1956. évi Földrajzi Értesítőben lévő, Láng Sándor által írt tanulmányban meg van említve, hogy még nincs tanulmányozva a Domonkos-hegy barlangja (Büdöslyuk).
A Bertalan Károly és Schőnviszky László által összeállított, 1976-ban megjelent Magyar barlangtani bibliográfia barlangnévmutatója szerint Bajóton, a Kökényes K-i lejtőjén van a mesterséges eredetű üreg (Büdös-lyuk). A barlangnévmutatóban meg van említve 1 publikáció, amely foglalkozik a barlanggal. Az 1976-ban befejezett, Magyarország barlangleltára című kéziratban az olvasható, hogy a Gerecse hegységben, Bajóton található a Büdös-lyuk (Domonkos-hegy barlangja). A Domonkos-hegy ÉNy-i lejtőjén, a Bajótra vezető műút közelében, az Országos Kéktúra útvonala mellett helyezkedik el a barlang. Kb. 240 m tszf. magasságban van a 8 m hosszú barlang bejárata. A kőkunyhóhoz hasonló barlang lehet, hogy mesterséges eredetű. Omlásveszélyes. A kézirat barlangot ismertető része 3 publikáció alapján lett írva.
Az 1984-ben kiadott, Magyarország barlangjai című könyv országos barlanglistájában szerepel a Gerecse hegység barlangjai között a barlang Büdös-lyuk (Domonkos-hegy barlangja) néven. A listához kapcsolódóan látható a Dunazug-hegység barlangjainak földrajzi elhelyezkedését bemutató 1:500 000-es méretarányú térképen a barlang földrajzi elhelyezkedése. A Vértes László Karszt- és Barlangkutató Csoport a Bajóti Büdös-lyuk 1986. január 26-i bejárása során megállapította, hogy nincs a bajóti Büdös-kútban denevér.

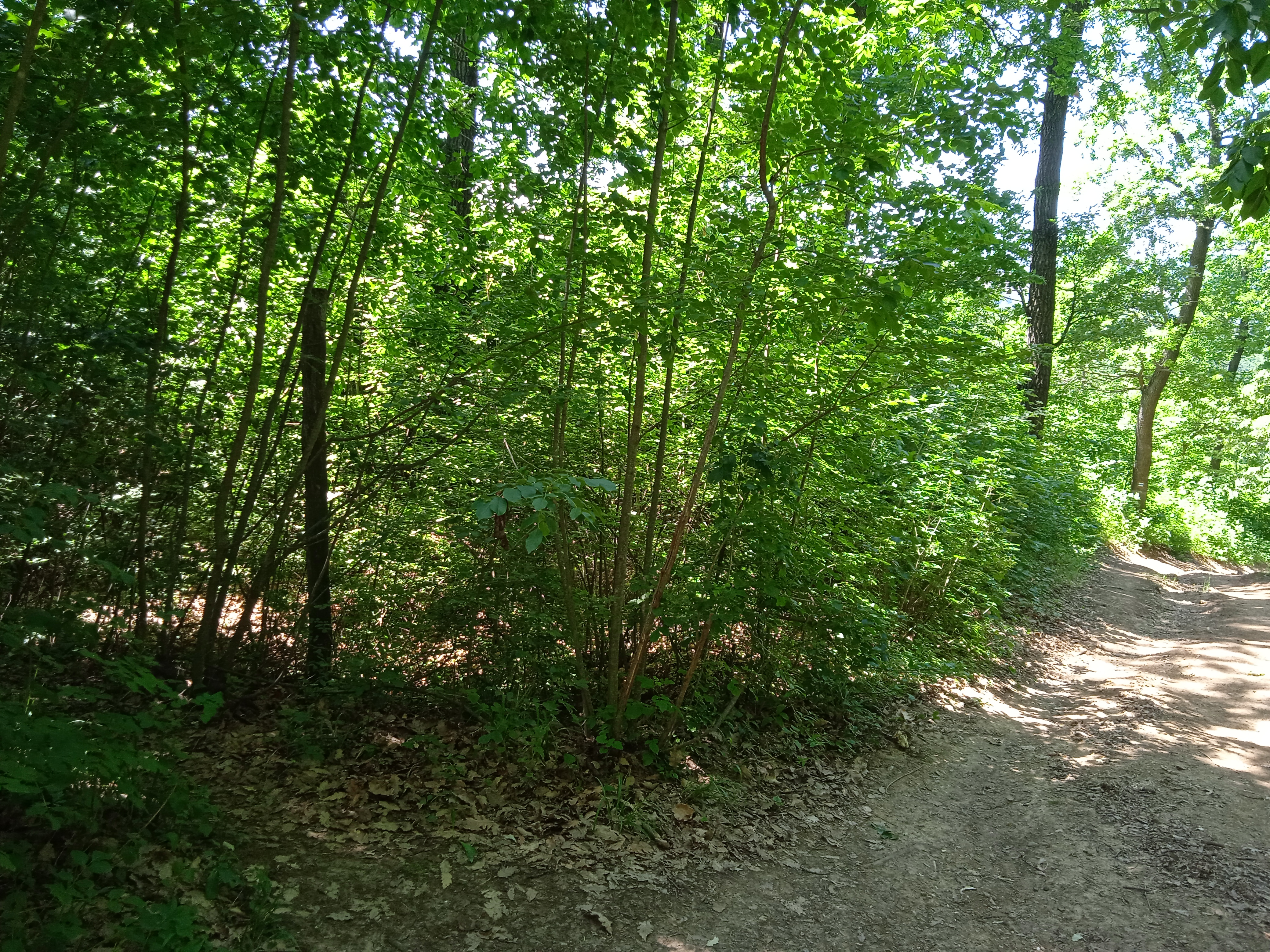
A Bajóti Büdös-lyukhoz leágazó ösvény eleje

A Gerecse Barlangkutató és Természetvédő Egyesület a Bajóti Büdös-lyuk 1989. áprilisi ellenőrzése során észrevette a barlangbejárat felett lévő, függőleges, kissé aláhajló homokkőfal kis omlását. Az egyesület tagjai a falat letisztították és a bejárat elé hullott törmeléket eltávolították. 1989 júliusában elvégezték a záróelem javító fedőfestését. A barlang 1989. január 15-i és 1989. augusztus 12-i bejárásakor az egyesület megállapította, hogy nincs a barlangban denevér. A Gerecse Barlangkutató és Természetvédő Egyesületnek volt 1990-ben kutatási engedélye a Bajóti Büdös-lyuk kutatásához. Az egyesület 1991-ben nem tapasztalt a barlangnál rendkívüli eseményt. Rendszeresen elvégezte a zárszerkezet karbantartását. Az 1994. évi Limesben lévő, Székely Kinga által írt dolgozatban az lett publikálva, hogy a 4661/16 barlangkataszteri számú Bajóti Büdös-lyuk (Büdös-lyuk, Domonkos-hegy barlangja) a Bertalan Károly által összeállított barlangleltárban a 11-es számú cédulán szerepel. A Barlangtani Intézetben a barlangnak nincs kataszteri törzslapja és térképe, de van fényképe, kutatási törzslapja és irodalmi törzslapja.
Az 1994. évi Limesben napvilágot látott, Visszapillantás a tatabányai barlangkutatás elmúlt 25 évére című összefoglalás szerint a Vértes László Karszt- és Barlangkutató Csoportnak 1986-ban sikerült megismernie (a Bajóti Büdös-lyuk berogyásának megbontásával) egy homokkőben keletkezett, kb. 90 m hosszú, 20 m mély járatrendszert. Ebben az évben, a Természetvédelmi Ifjúsági Építőtáborként megtartott augusztusi kutatótábor során elkészült a barlang bejáratának kiépítése és lezárása. Az 1994. évi Limesben lévő, Denevérmegfigyelések a Gerecse-hegység barlangjaiban című áttekintésben az olvasható, hogy a Bajóti Büdös-lyukban 1986 és 1989 között végzett 5 denevér-ellenőrzésből csak 1 volt pozitív: 1988. január 24-én meg lett figyelve a barlangban egy riasztott, repkedő, meghatározatlan fajú denevér. Fentiek és az időnként fellelhető ürüléknyomok alapján a barlang téli alkalmi denevérszálláshely.

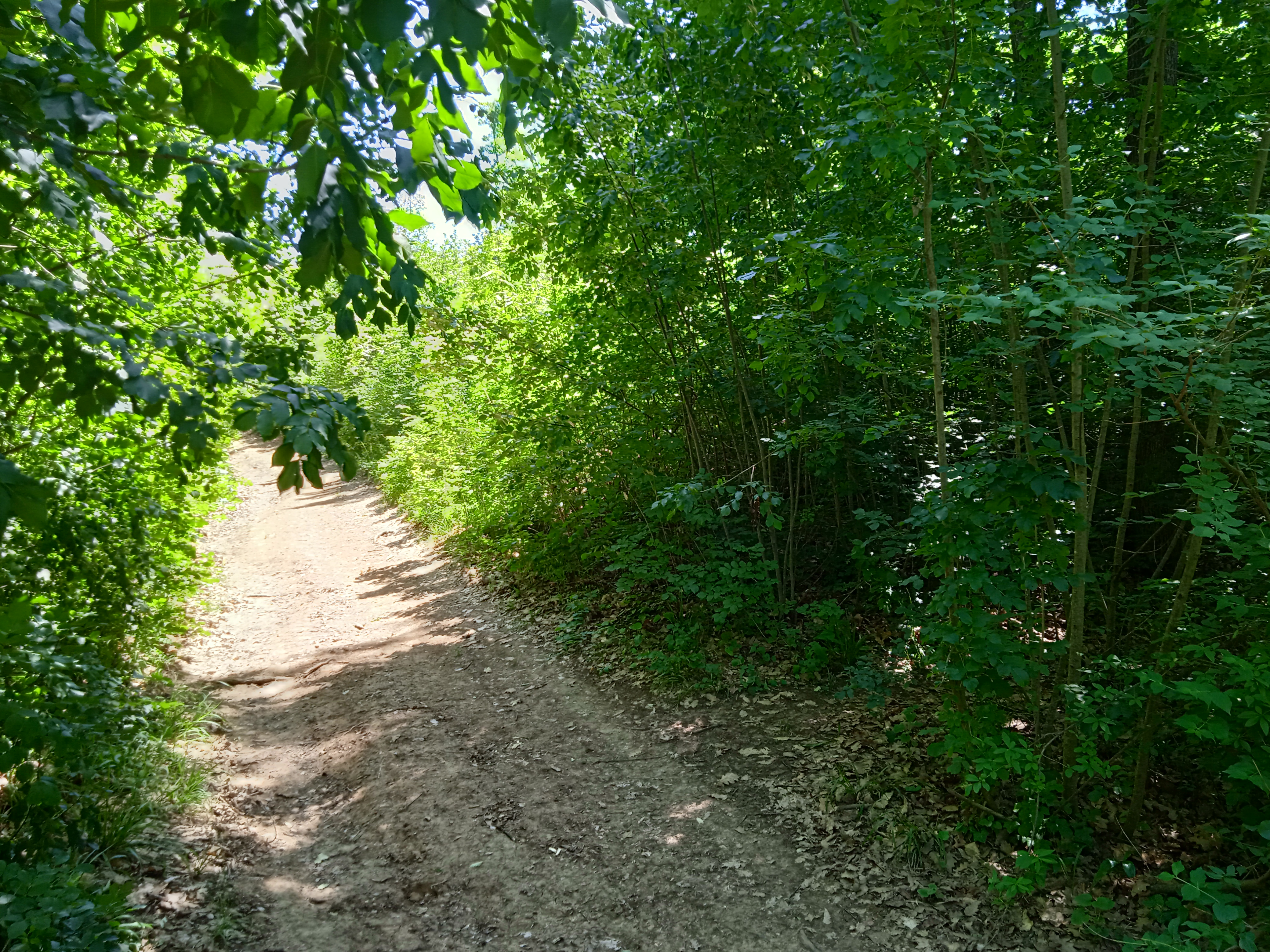
A Bajóti Büdös-lyukhoz leágazó ösvény eleje (az ösvény másik oldala felől fényképezve)

1998. május 14-től, a környezetvédelmi és területfejlesztési miniszter 13/1998. (V. 6.) KTM rendelete szerint, a Bajóti Büdös-lyuk (Duna–Ipoly Nemzeti Park Igazgatóság illetékességi területe, Gerecse hegység) az igazgatóság engedélyével látogatható. A Gerecse Barlangkutató és Természetvédő Egyesület 2004. évi jelentése szerint, az egyesület a barlang 2004. augusztus 9-i ellenőrzése során tapasztalta, hogy fel lett törve (az ajtó két rácselemének elfűrészelésével) a barlang ajtaja. Az egyesület tagjai, közvetlenül a bejárat után egy kis omlás nyomait figyelték meg. Az egyesületi tagok megállapították, hogy a teljes barlang rendkívül omlásveszélyes, életveszélyes. Az egyesület eltávolította az omladékot, így lehetővé vált a barlangba történő bejutás, de nem tudták helyreállítani a megrongált ajtót.
2004-ben a Gerecse hegység jelentősebb (legalább 10 egyedszámú) denevér-telelőhelyei közé tartozott a barlang (2004. december 28-án 10 példány telelt benne). Juhász Márton, Puskás György, Puskás Sándor és Sümegi Attila (az egyesület tagjai) 2004. augusztus 19-én láttak 3 denevért a barlangban. A barlang központi részének mennyezetén, 2,5–4 m magasan 3 kis patkósdenevér lógott szabadon, elszórtan. Juhász Márton és ifj. Rákász Mihály (az egyesület tagjai) 2004. december 28-án láttak 10 denevért a barlangban. A barlang bejáratközeli részének mennyezetén, 2–4 m magasan 9 kis patkósdenevér lógott szabadon, elszórtan. A barlang központi részének oldalfalán, 1,5 m magasan 1 kis patkósdenevér lógott szabadon. A kéziratban van egy olyan, színes fénykép, amely a barlang bejáratát mutatja be.

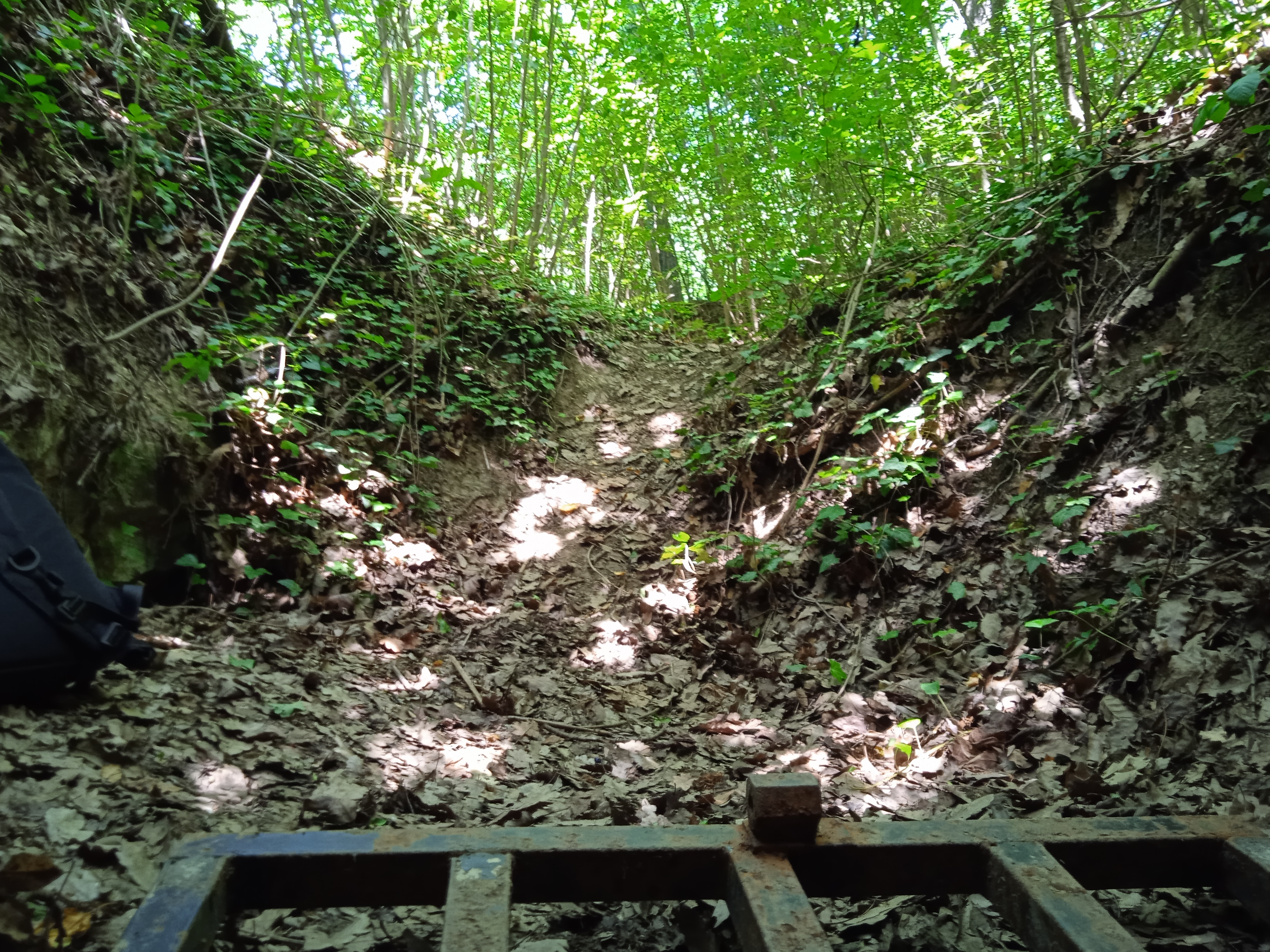
A Bajóti Büdös-lyuk bejáratának előtere

2005. szeptember 1-től, a környezetvédelmi és vízügyi miniszter 22/2005. (VIII. 31.) KvVM rendelete szerint, a Bajóti Büdös-lyuk (Duna–Ipoly Nemzeti Park Igazgatóság működési területe, Gerecse hegység) a felügyelőség engedélyével látogatható. 2005-ben a Gerecse hegység jelentősebb (legalább 10 egyedszámú) denevér-telelőhelyei közé tartozott a barlang (2005. október 30-án 53 példány telelt benne). A tavaszi és őszi váltószállások jelentőségére jó példa a Bajóti Büdös-lyuk. A barlang 1–2 egyedes téli és csak nyári alkalmi denevérszálláshely, de 2005. április 12-én 48, október 30-án pedig 53 egyed tartózkodott benne. Polacsek Zsolt és Juhász Márton ebben az évben felmérték a barlangot, majd Juhász Márton 2005-ben, a felmérés felhasználásával megrajzolta a Bajóti Büdös-lyuk (4661/16) alaprajz térképét, hossz-szelvény térképét és 3 keresztmetszet térképét. A térképek a Duna–Ipoly Nemzeti Park Igazgatóság megbízásából készültek. Az alaprajz térkép használatához, a térképlapon jelölve van az É-i irány. Az alaprajz térképen megfigyelhető a 3 keresztmetszet elhelyezkedése a barlangban.

### 2006–2007
A Duna–Ipoly Nemzeti Park Igazgatóság működési területén, a Gerecse hegységben elhelyezkedő, 4661/16 kataszteri számú Bajóti Büdös-lyuk, 2006. február 28-tól, a környezetvédelmi és vízügyi miniszter 8/2006. KvVM utasítása szerint, megkülönböztetett védelmet igénylő barlang. Az egyesület 2006. évi jelentésében az van írva, hogy 2006-ban a Gerecse hegység jelentősebb (legalább 10 egyedszámú) denevér-telelőhelyei közé tartozott a barlang (2006. február 26-án és 2006. december 28-án 10–10 példány telelt benne). Továbbra is kiemelkedik a Gerecse hegységben lévő, tavaszi és őszi váltószállások közül a Bajóti Büdös-lyuk. A barlang 1–2 egyedes téli és csak nyári alkalmi denevérszálláshely, de 2006. március 26-án 31, október 29-én pedig 48 egyed – 43 kis patkósdenevér és 5 kereknyergű patkósdenevér (!) – tartózkodott benne.

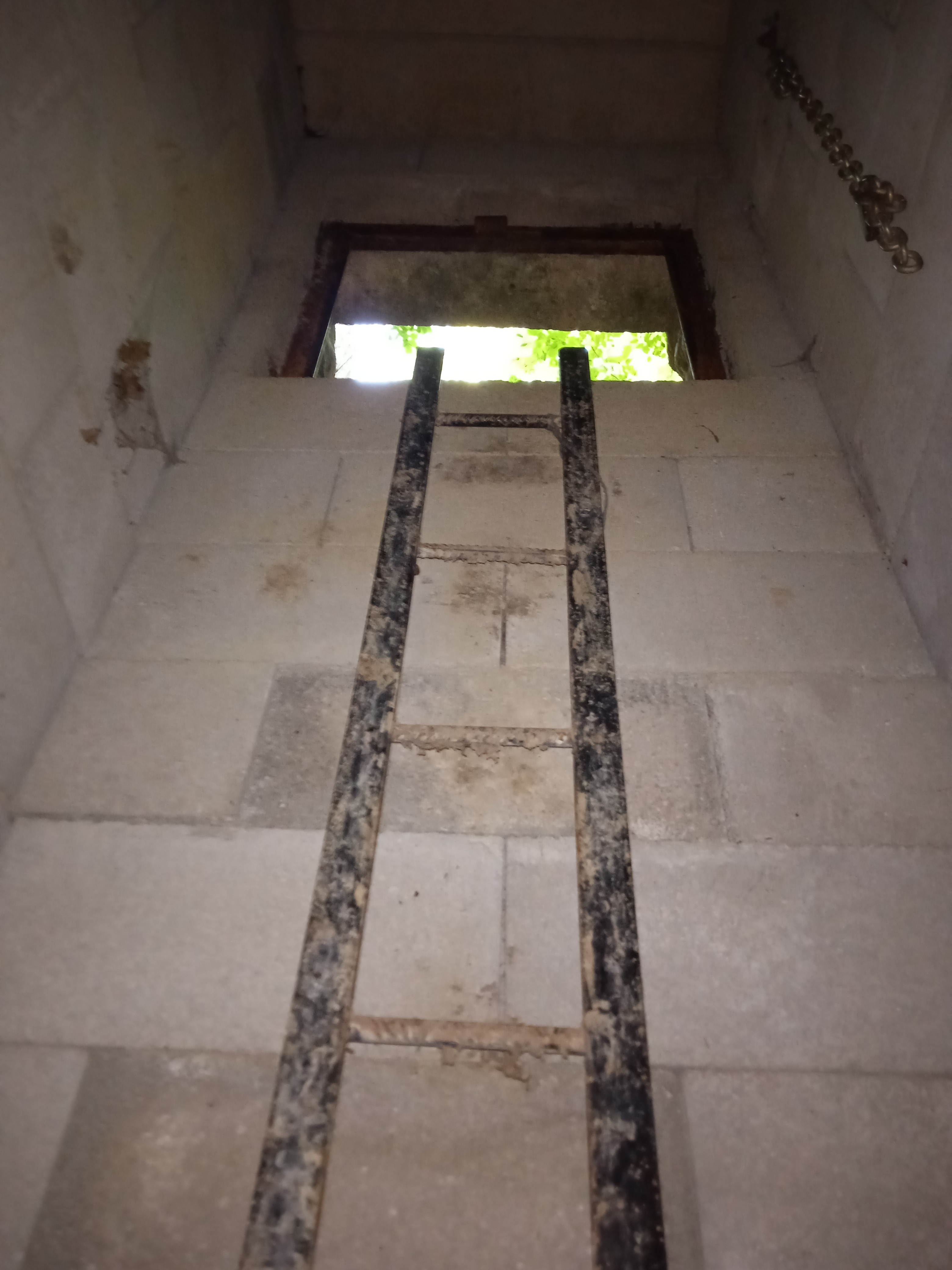
A Bajóti Büdös-lyuk bejárati aknája

Az egyesület 2006. január 29-én megfigyelt 1 kis patkósdenevért, 2006. február 26-án 14 kis patkósdenevért, 2006. március 26-án 31 kis patkósdenevért, 2006. április 30-án 26 kis patkósdenevért, 2006. május 21-én 12 kis patkósdenevért, 2006. június 25-én 3 kis patkósdenevért, 2006. július 29-én 1 kis patkósdenevért és egy másik (meghatározatlan) denevért, 2006. szeptember 30-án 26 kis patkósdenevért, 2006. október 29-én 43 kis patkósdenevért, 5 kereknyergű patkósdenevért, 2006. november 25-én 31 kis patkósdenevért, 2006. december 28-án pedig 1 kis patkósdenevért a barlangban. (Az egyesület által 2006. augusztus 27-én végzett barlangbejáráskor nem volt denevér a barlangban.)
Keresztes Ferenc és Puskás György 2006. január 29-én láttak egy denevért a barlangban. A barlang bejáratközeli részének mennyezetén, kb. 3 m magasan, szabadon lógott egy kis patkósdenevér. Juhász Márton 2006. február 26-án látott 14 denevért a barlangban. A barlang bejáratközeli részének oldalfalán és mennyezetén, 1–4 m magasan, elszórtan, szabadon lógott 12 kis patkósdenevér. A barlang középső szakaszának oldalfalán (1,5 m magasan), mennyezetén (3 m magasan), szabadon lógott 1–1 kis patkósdenevér. Juhász Márton 2006. március 26-án látott 31 denevért a barlangban. A barlang bejáratközeli részének oldalfalán és mennyezetén, 1–4 m magasan, elszórtan, szabadon lógott 27 kis patkósdenevér. A barlang középső szakaszának oldalfalán és mennyezetén, 1,5–3,5 m magasan, elszórtan, szabadon lógott 4 kis patkósdenevér. Egy repedésből kilógó gyökér végén csüngött az egyik példány. Juhász Márton 2006. április 30-án megfigyelt a barlangban tartózkodó 26 denevért. A barlang főjáratának teljes kiterjedésében (az oldalfalakon és a mennyezeten), elszórtan, szabadon lógott 26 kis patkósdenevér. Rendkívül élénkek voltak az állatok.
Juhász Márton 2006. május 21-én látott 12 denevért a barlangban. A barlang bejáratközeli és középső szakaszának mennyezetén, elszórtan, szabadon lógott 12 kis patkósdenevér. Rendkívül élénkek voltak az állatok. Hlatky László 2006. június 25-én látott 3 denevért a barlangban. A barlang középső szakaszának mennyezetén, elszórtan, szabadon lógott 3 kis patkósdenevér. Bilik Péter 2006. július 29-én látott 2 denevért a barlangban. A barlang középső szakaszának oldalfalán, 1,5 m magasan, szabadon lógott egy kis patkósdenevér. Ebben a barlangrészben volt egy riasztott, röpködő, meghatározatlan fajú denevér is. Juhász Márton 2006. szeptember 30-án látott 26 denevért a barlangban. A barlang bejáratközeli részének mennyezetén, 2–4 m magasan, elszórtan, szabadon lógott 9 kis patkósdenevér. A barlang középső szakaszának oldalfalán és mennyezetén, 1,5–3 m magasan, elszórtan, szabadon lógott 9 kis patkósdenevér. A barlang végponti részének mennyezetén, 2–3 m magasan, elszórtan, szabadon lógott 8 kis patkósdenevér (ezek közül két példány egy repedésből kilógó gyökér végén csüngött).

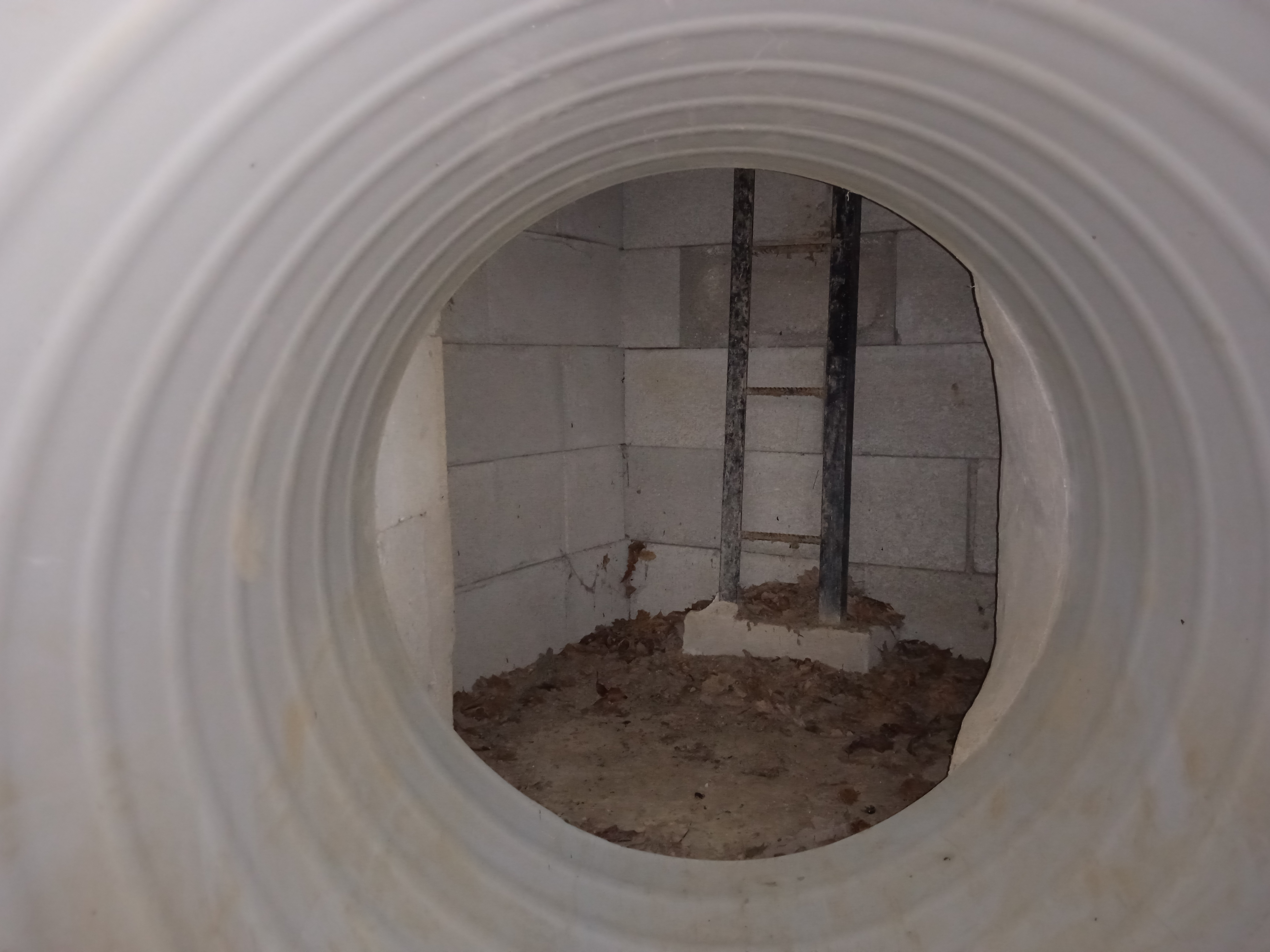
A Bajóti Büdös-lyuk bejárati aknájának alja

Juhász Márton 2006. október 29-én látott 48 denevért a barlangban. A barlang bejáratközeli részének oldalfalán és mennyezetén, 1–4 m magasan, elszórtan, szabadon lógott 39 kis patkósdenevér. A barlang középső szakaszának oldalfalán és mennyezetén, 1,5–3 m magasan, elszórtan, szabadon lógott 4 kis patkósdenevér; mennyezetén, kb. 3,5 m magasan, szorosan egymás mellett lógott 4, közelükben, további 1 kereknyergű patkósdenevér lógott szabadon. Juhász Márton 2006. november 25-én megfigyelt 31 denevért a barlangban. A barlang bejáratközeli részének oldalfalán és mennyezetén, 1,5–4 m magasan, elszórtan, szabadon lógott 28 kis patkósdenevér. A barlang középső szakaszának mennyezetén, 2–3 m magasan, elszórtan, szabadon lógott 3 kis patkósdenevér. Dobrosi Dénes, Dunai Veronika és Juhász Márton 2006. december 28-án egy denevért láttak a barlangban. A barlang középső szakaszának mennyezetén, kb. 3 m magasan, szabadon lógott egy kis patkósdenevér.
A Juhász Márton által írt, 2007-ben publikált tanulmányban közölve lett, hogy a Bajóton (Komárom-Esztergom megye) lévő Bajóti Büdös-lyuk (Büdös-lyuk, Domonkos-hegy barlangja) közhiteles barlangnyilvántartási száma 4661-16, UTM-kódja pedig CT18C2. A publikációban részletesen le van írva az 50,3 m hosszú, 11,3 m függőleges kiterjedésű, 3 m magas és 8,3 m mély barlang. (Méreteibe a belső szakaszából leágazó mellékjáratok méretei is bele vannak számítva.) A barlangban a Gerecse Barlangkutató és Természetvédő Egyesület 1986 és 1989 között, 3 téli és 2 nyári denevér-megfigyelést végzett, amelyek közül csak egy téli volt eredményes: 1988. január 24-én volt a barlangban egy riasztott, meghatározatlan fajú denevér. Az ellenőrzések 2004-ben kezdődtek el ismét, 2005 szeptemberétől pedig már havonta történnek. Az 5-5 téli, tavaszi és nyári, illetve 6 őszi (összesen 21) ellenőrzés közül csak 2 nyári járt negatív eredménnyel. A megfigyelések során 4 denevérfaj; kis patkósdenevér (R. hipposideros), kereknyergű patkósdenevér (R. euryale), közönséges denevér (M. myotis) és pisze denevér (B. barbastellus) jelenlétét állapították meg a csoporttagok.
| \| Dátum \| Rhin. hip. \| Rhin. eur. \| Myo. myo. \| Bar. bar. \| Indet sp. \| \| -------------------- \| ---------- \| ---------- \| --------- \| --------- \| --------- \| \| 1988. január 24. \| – \| – \| – \| – \| 1 \| \| 2004. augusztus 19. \| 3 \| – \| – \| – \| – \| \| 2004. december 28. \| 10 \| – \| – \| – \| – \| \| 2005. április 12. \| 47 \| – \| 1 \| – \| – \| \| 2005. április 30. \| 18 \| – \| – \| – \| – \| \| 2005. szeptember 24. \| 27 \| – \| – \| – \| – \| \| 2005. október 30. \| 46 \| – \| 7 \| – \| – \| \| 2005. november 26. \| 10 \| – \| 9 \| 1 \| – \| \| 2005. december 22. \| 1 \| – \| – \| – \| – \| \| 2006. január 29. \| 1 \| – \| – \| – \| – \| \| 2006. február 26. \| 14 \| – \| – \| – \| – \| \| 2006. március 26. \| 31 \| – \| – \| – \| – \| \| 2006. április 30. \| 26 \| – \| – \| – \| – \| \| 2006. május 21. \| 12 \| – \| – \| – \| – \| \| 2006. június 25. \| 3 \| – \| – \| – \| – \| \| 2006. július 29. \| 1 \| – \| – \| – \| 1 \| \| 2006. szeptember 30. \| 26 \| – \| – \| – \| – \| \| 2006. október 29. \| 43 \| 5 \| – \| – \| – \| \| 2006. november 25. \| 31 \| – \| – \| – \| – \| \| 2006. december 28. \| 1 \| – \| – \| – \| – \| |            |            |           |           |           |
| Dátum | Rhin. hip. | Rhin. eur. | Myo. myo. | Bar. bar. | Indet sp. |
| 1988. január 24. | –          | –          | –         | –         | 1         |
| 2004. augusztus 19. | 3          | –          | –         | –         | –         |
| 2004. december 28. | 10         | –          | –         | –         | –         |
| 2005. április 12. | 47         | –          | 1         | –         | –         |
| 2005. április 30. | 18         | –          | –         | –         | –         |
| 2005. szeptember 24. | 27         | –          | –         | –         | –         |
| 2005. október 30. | 46         | –          | 7         | –         | –         |
| 2005. november 26. | 10         | –          | 9         | 1         | –         |
| 2005. december 22. | 1          | –          | –         | –         | –         |
| 2006. január 29. | 1          | –          | –         | –         | –         |
| 2006. február 26. | 14         | –          | –         | –         | –         |
| 2006. március 26. | 31         | –          | –         | –         | –         |
| 2006. április 30. | 26         | –          | –         | –         | –         |
| 2006. május 21. | 12         | –          | –         | –         | –         |
| 2006. június 25. | 3          | –          | –         | –         | –         |
| 2006. július 29. | 1          | –          | –         | –         | 1         |
| 2006. szeptember 30. | 26         | –          | –         | –         | –         |
| 2006. október 29. | 43         | 5          | –         | –         | –         |
| 2006. november 25. | 31         | –          | –         | –         | –         |
| 2006. december 28. | 1          | –          | –         | –         | –         |

A barlangban végzett észlelések adatai és a barlangban rendszeresen fellelhető friss ürülék alapján, a barlang csak kis faj- és egyedszámú, téli és nyári alkalmi denevérszállásként, tavasszal és ősszel azonban a R. hipposideros helyi viszonylatban kiemelkedő jelentőségű váltószállásaként funkcionál. Ebből a szempontból egyedülálló a hegységben. Jelentőségét növeli a R. euryale alkalomszerű megjelenése. A barlangban végzett denevér-megfigyelésekkel kapcsolatos irodalom Juhász Márton által írt 4 kéziratból és 1 publikációból áll.

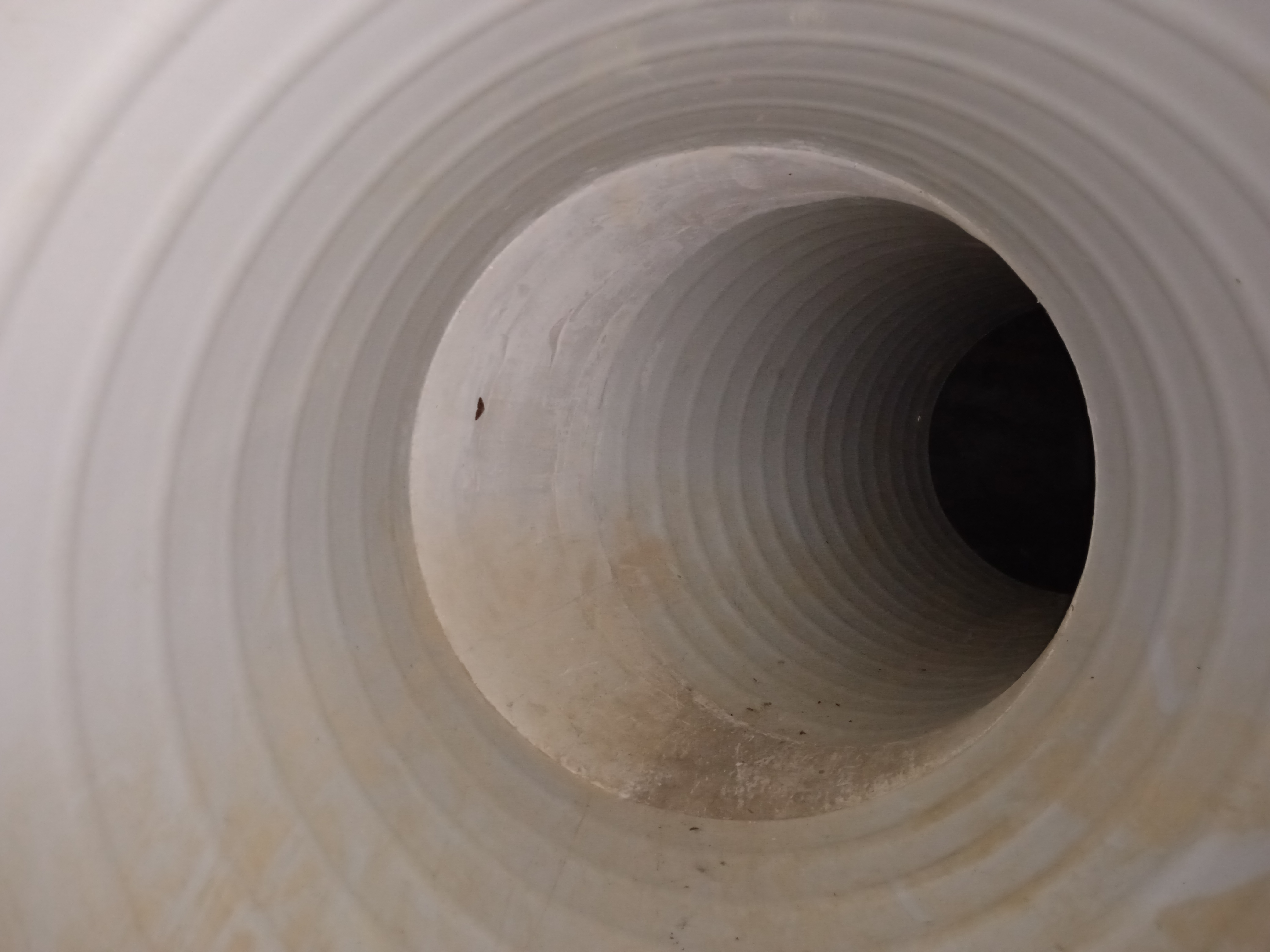
A Bajóti Büdös-lyuk bejárati akna utáni része

A barlangbejárat jelzett turistaút közvetlen közelében helyezkedik el. Megtekinteni csak a Duna–Ipoly Nemzeti Park Igazgatóság vagyonkezelői hozzájárulásával lehet, ennek ellenére minden bizonnyal sokan látogatják. Az igazgatóság a denevéres időszakban (gyakorlatilag egész évben) látogatási tilalmat, az Észak-dunántúli Környezetvédelmi, Természetvédelmi és Vízügyi Felügyelőség pedig kutatási korlátozást érvényesít. A barlangbejárat korábban le volt zárva egy rácsajtóval, de napjainkban nyitott. A bejáratnál szétlazult és megrogyott a kőzet, beomlás veszélye állandóan fennáll. Az omlásveszély megszüntetése és a zavarások megelőzése miatt sürgősen stabilizálni kell a bejárati részt, valamint helyre kell állítani a barlangot lezáró ajtót.
2007. március 8-tól, a környezetvédelmi és vízügyi miniszter 3/2007. (I. 22.) KvVM rendelete szerint, a Bajóti Büdös-lyuk (Duna–Ipoly Nemzeti Park Igazgatóság működési területe, Gerecse hegység) az igazgatóság engedélyével tekinthető meg. A Gerecse Barlangkutató és Természetvédő Egyesület 2007. évi jelentésében szó van arról, hogy 2007-ben a Gerecse hegység jelentősebb (legalább 10 egyedszámú) denevér-telelőhelyei közé tartozott a barlang (2007. február 24-én 15 példány telelt benne). A barlang érdekessége, hogy a kis patkósdenevérek nem téli vagy nyári szállásként, hanem jellemzően tavaszi és őszi váltószállásként használják. Február 24-én megfigyelt 15 példányuk a január 26-án észlelt 4 példány után már egyértelműen a tavaszi szálláshely váltást mutatja. A tavaszi maximális egyedszám 29, augusztusban nem volt denevér a barlangban, az őszi maximális egyedszám pedig kb. 30 volt. Jelenlegi ismereteink szerint a Gerecse hegységben egyedülálló az ilyen jellegű, föld alatti szálláshely használat. Szeptember során, jelentős nagyságú omlás történt a barlang bejárati részében. Azóta nem lehet bejutni a barlangba. Az egyesületnek ezért a havi rendszerességű faunisztikai adatfelvételek folytatására sem volt lehetősége.

### 2011-től

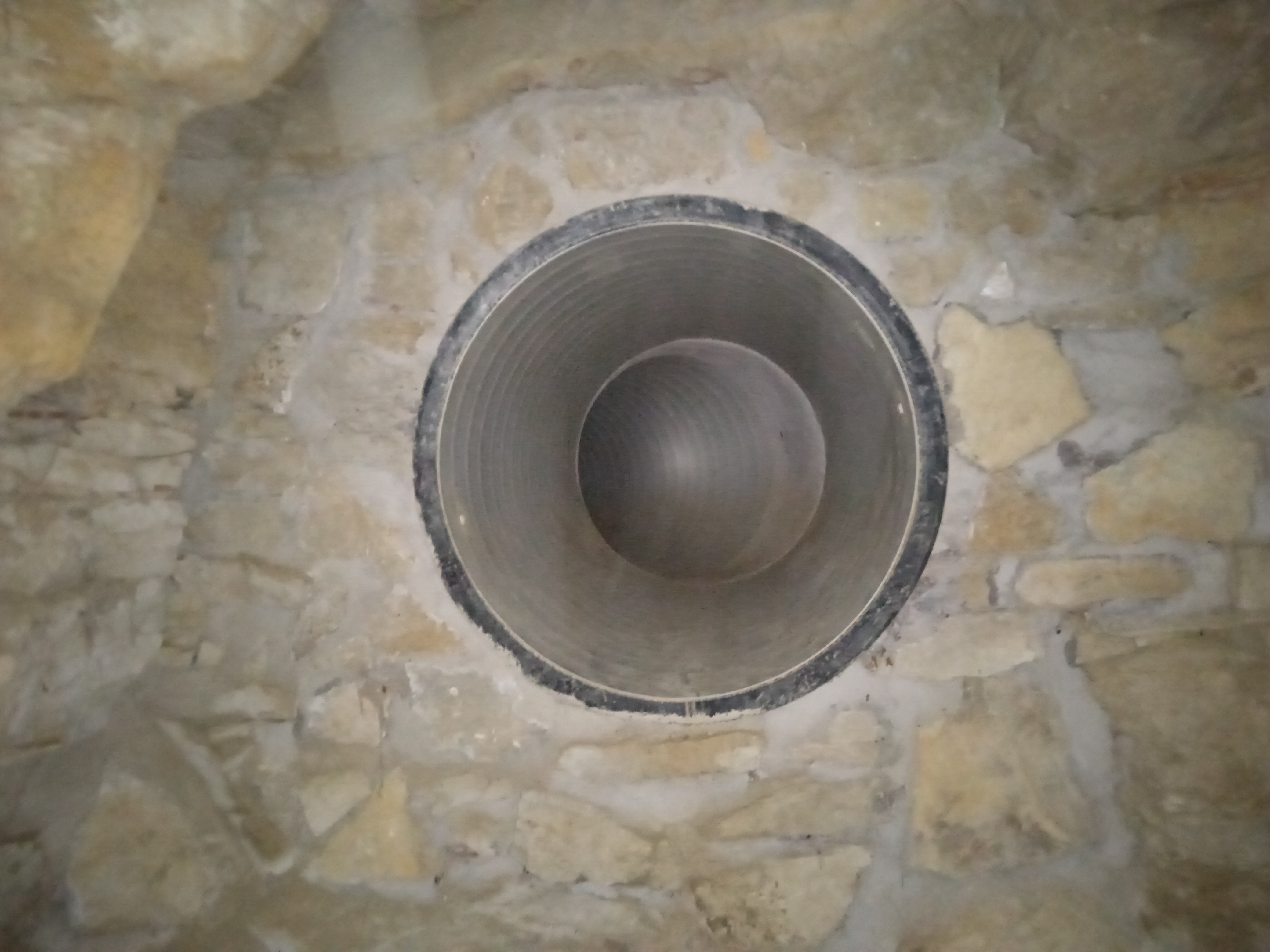
A Bajóti Büdös-lyuk kiépített részének vége

2011. május 3-án 12 kis patkósdenevért, 2011. szeptember 21-én 3 kis patkósdenevért, 2011. szeptember 29-én 14 kis patkósdenevért, 2011. október 27-én 42 kis patkósdenevért, 2011. november 26-án 10 kis patkósdenevért, 1 közönséges denevért, 2011. december 28-án pedig 1 kis patkósdenevért és 1 kereknyergű patkósdenevért figyelt meg az egyesület a barlangban. (A 2011. július 26-i barlangbejáráskor nem volt a barlangban denevér.) A Pisznicei Alsó-barlangban és a Bajóti Büdös-lyukban 1-1 alkalommal észlelt 1-1 kereknyergű patkósdenevér egyed kisebb távú és csak ideiglenesnek tekinthető helyváltoztatásokra utal. A Bajóti Büdös-lyukban, az Öreg-kői 1. sz. zsombolyban és a Pisznice-barlangban 2011. december 27-én és 28-án végzett ellenőrzések adatainak összegzése szerint 49 kereknyergű patkósdenevér egyidejű jelenlétét sikerült kimutatni a területen. Ez az utóbbi évtizedek legmagasabb egyedszáma a Gerecse hegység viszonylatában.
A Duna–Ipoly Nemzeti Park Igazgatóság működési területén lévő, 4661-16 kataszteri számú Bajóti Büdös-lyuk, 2012. február 25-től, a vidékfejlesztési miniszter 4/2012. (II. 24.) VM utasítása szerint, megkülönböztetetten védett barlang. Polacsek Zsolték 2012-ben 4 napon, a barlang feltárása miatt dolgoztak a barlangban (3102-9/2012 iktatási számú kutatási engedély). Mivel engedélyük kitért arra, hogy denevérélőhely védelmi okok miatt, április 1. és november 30. között nem lehet dolgozni a barlangban, ezért Polacsek Zsolték egyelőre nem tudták eredményesen kutatni a barlangot.

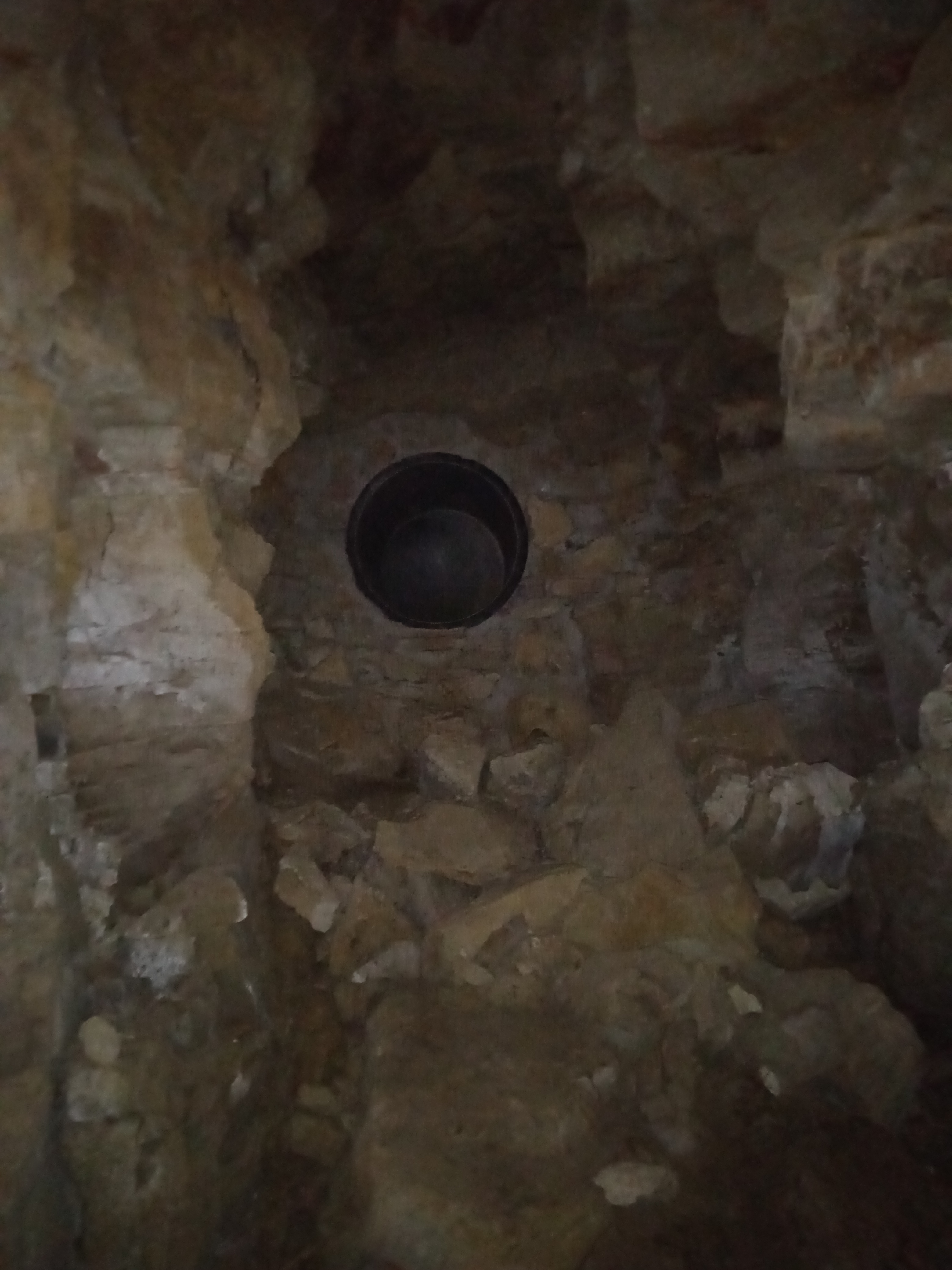
A Bajóti Büdös-lyuk főfolyosójának egyik része

A Gerecse Barlangkutató és Természetvédő Egyesület 2012. évi jelentésében meg van említve, hogy 2012-ben a Gerecse hegység jelentősebb (legalább 10 egyedszámú) denevér-telelőhelyei közé tartozott a barlang (2012. november 29-én 72 példány telelt benne). A barlangot a kereknyergű patkósdenevérek átmeneti szálláshelynek használják. A Gerecse hegység barlangjai közül eddig hatban sikerült megfigyelni ezt a denevérfajt. 2012. január 25-én 1 kis patkósdenevért, 2012. március 14-én 14 kis patkósdenevért, 2012. március 24-én 10 kis patkósdenevért, 4 kereknyergű patkósdenevért, (1) vízi denevért (tetem), 2012. április 26-án 10 kis patkósdenevért, 10 kereknyergű patkósdenevért, 2012. május 31-én 4 kis patkósdenevért, 10 kereknyergű patkósdenevért, 2012. június 29-én 1 kis patkósdenevért, 1 (meghatározatlan fajú) denevért, 2012. július 26-án 10 kis patkósdenevért, 2012. augusztus 30-án 27 kis patkósdenevért, 2012. szeptember 27-én 42 kis patkósdenevért, 2012. október 27-én 72 kis patkósdenevért, 2012. november 29-én 72 kis patkósdenevért, 2012. december 27-én pedig 1 kis patkósdenevért figyelt meg az egyesület a barlangban. (A 2012. február 26-i barlangbejáráskor nem volt a barlangban denevér.)
A Polacsek Zsolt által készített, 2013. évi kutatási jelentésben az van írva, hogy a Polacsek Zsolt által vezetett Alpin General Hungary Kft. megbízást kapott 2011-ben, a Duna–Ipoly Nemzeti Park Igazgatóságtól. A cég azzal lett megbízva, hogy építse ki és zárja le a Bajóti Büdös-lyuk bejáratát. Polacsek Zsolték e munkák során észrevették, hogy a barlangban erősen befelé mozog a levegő. A huzatot követve megállapították, hogy a huzat a barlang (akkori) végpontján, egy lapos járatban feltorlódott kőtömbök között tűnt el. A helyszínre télen visszatértek és megfigyelték, hogy a barlangtól elvárhatóan megfordultak a huzatviszonyok. A barlangbejáratnál kifelé mozgó légáramlás volt érzékelhető. Polacsek Zsolt kutatási engedélyt kért 2012-ben, mert bíztató volt a barlang végpontjának feltáró kutatása. Az engedély kézhezvétele után, 2013-ban megkezdték a feltáró munkát.
A jelentés szerint a barlangnak a Bajóttól D-re fekvő Domonkos-hegy oldalában, 260 m tszf. magasságban van a bejárata. A 2013-nál korábban ismert járatok kb. 60 m hosszban harántolják a felső eocén homokkő rétegeket. Ez a homokkő (faunája alapján) tokodi formációba tartozik. A barlang környezetéből, a Dorogi-medence szénkutatásaival kapcsolatos geológiai vizsgálatok során leírtak glaukonitos homokkövet, biotitos homokkövet, meszes homokkövet, illetve millecaputos mészmárgát, mészkövet, homokos mészkövet, nummulinás mészkövet, agyagmárgát, szenes öszleteket is. E geológiailag összetett terület és a rendkívül ritka homokkőbarlang már önmagában kuriózumnak számít, de a tavaszi és nyári hónapokban itt tömegesen megfigyelhetők denevérek is. A Vértes László Karszt- és Barlangkutató Csoport, a Gerecse Természetvédő és Barlangkutató Egyesület és a Juhász Márton által végzett, több mint harminc évre visszanyúló denevér-megfigyelések alapján megállapítható, hogy növekvő, esetenként több száz egyedből álló denevérpopulációnak ad otthont a barlang. A barlangban előforduló sok denevér miatt korlátozódik a denevérmentes téli hónapokra, a november 30. és április 1. közti időszakra a feltáró kutatómunka a barlangban.

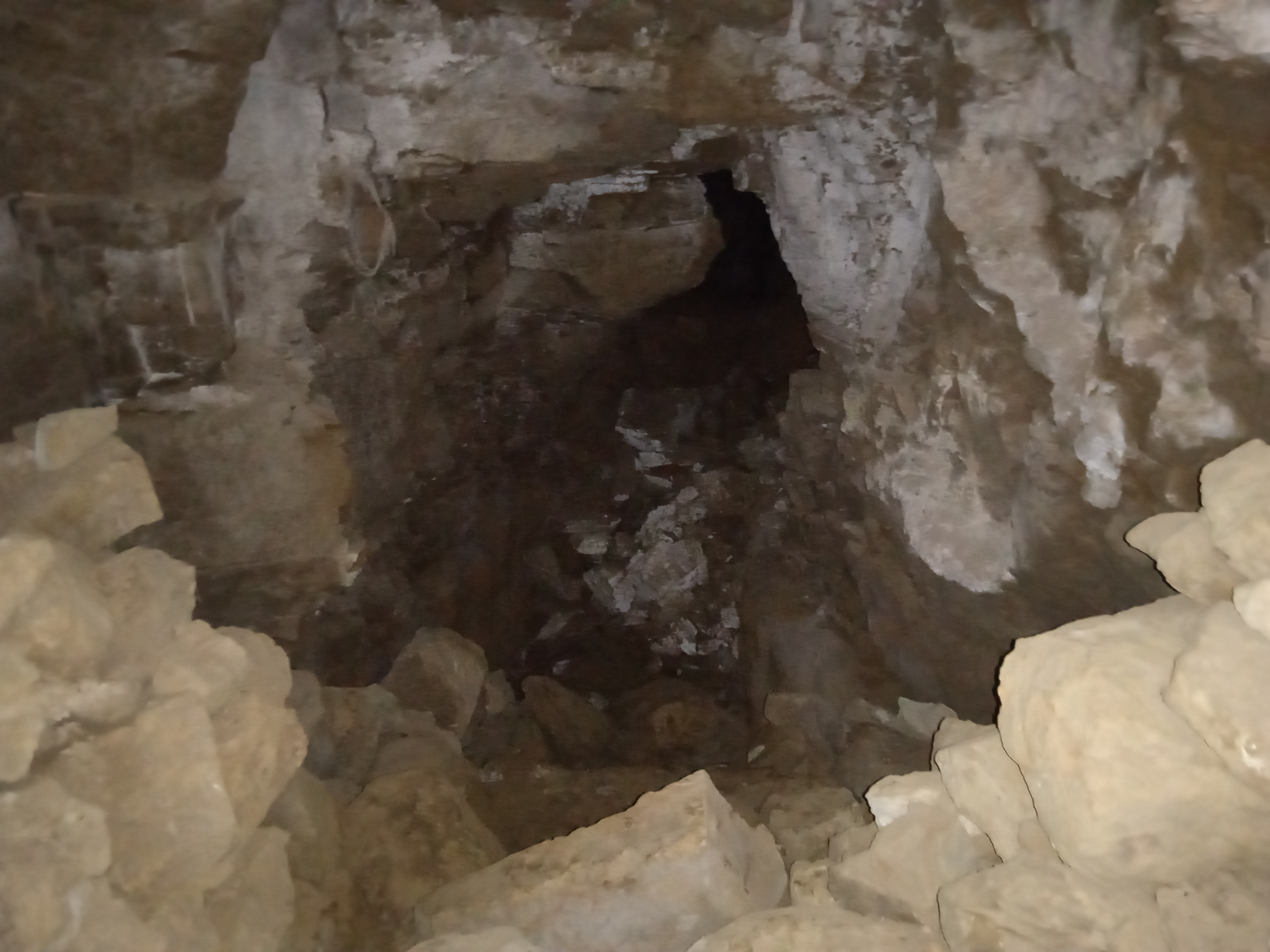
A Bajóti Büdös-lyuk főjáratának omladékos egyik része

A barlang végpontján lévő, beomló és elszűkülő járatrész megtisztításával, majd tágításával, egy függőleges, szűk és kicsi aknán lejutva, nem várt eredményt értek el (már a kutatás első napjaiban). A homokkövet lefelé haladva felváltotta a szintén felső eocén millecaputos mészmárga. Az itt keletkezett, kissé tágabb, de helyenként veszélyesen omlékony járatokat kitisztítva egyre mélyebbre, az eredeti szinttől kb. 8 m-rel lejjebb jutottak a kutatók. Ezen a helyen, a barlangbejárattól mért kb. 15–17 m mélyen, megint kőzetváltás figyelhető meg. A mészmárgát szintén felső eocén szépvölgyi vagy szőci mészkő váltotta fel. A járatok egyértelműen hasadék jelleget mutatnak ebben a mélységben, de egyáltalán nincs bennük oldásforma. A mészkő szűk hasadékaiban előrejutva, zegzugos hasadékrendszer tárult fel, melynek hossza 2013 végére 70 m lett. A barlang mélysége (a barlangbejárattól számítva) 2013 végére 25 m lett. A barlang a Ba Julianna által készített poligon adatai szerint 125 m hosszú.
A többi feltárható járat irányát egyértelműen jelzi a jelenlegi végpontról beáramló levegő. Polacsek Zsolték a barlangba 2013–2014 telén telepítettek hőmérőket. A hőmérők által szolgáltatott adatok alapján megállapították: hogyha a felszínen –1 °C hőmérséklet van, a barlangban a léghőmérséklet akkor sem csökken 11,4 °C alá. A Juhász Márton által kölcsönbe adott Testo légáramlásmérő műszerrel, a barlangba vezető, 80 cm belső átmérőjű csőben, szélcsendes időben is 1,7 m/sec sebességű (kifelé áramló) légmozgást mértek. Ehhez hasonló, 1,4 m/sec sebességű levegő-beáramlást állapítottak meg a jelenlegi végpont szűkületénél, mely 18 m-rel lejjebb van a bejárattól. Az itt beáramló levegő 11,4 °C hőmérsékletű, ezért kizárható, hogy a külszínről kapja a levegő az utánpótlást. Polacsek Zsolték tervezték, hogy 2014 első felében, a végponti szűkületnél folytatják a kutatást. Egy homokkőtörmelékkel kitöltött hasadékaknát mélyítenek jelenleg. Az akna kitöltésében nemcsak homokkőtörmelék, hanem jelentős szerepű denevérguanó is van. A kéziratban van egy olyan, színes fénykép, amely a barlang új járatában lévő hasadékot mutatja be.

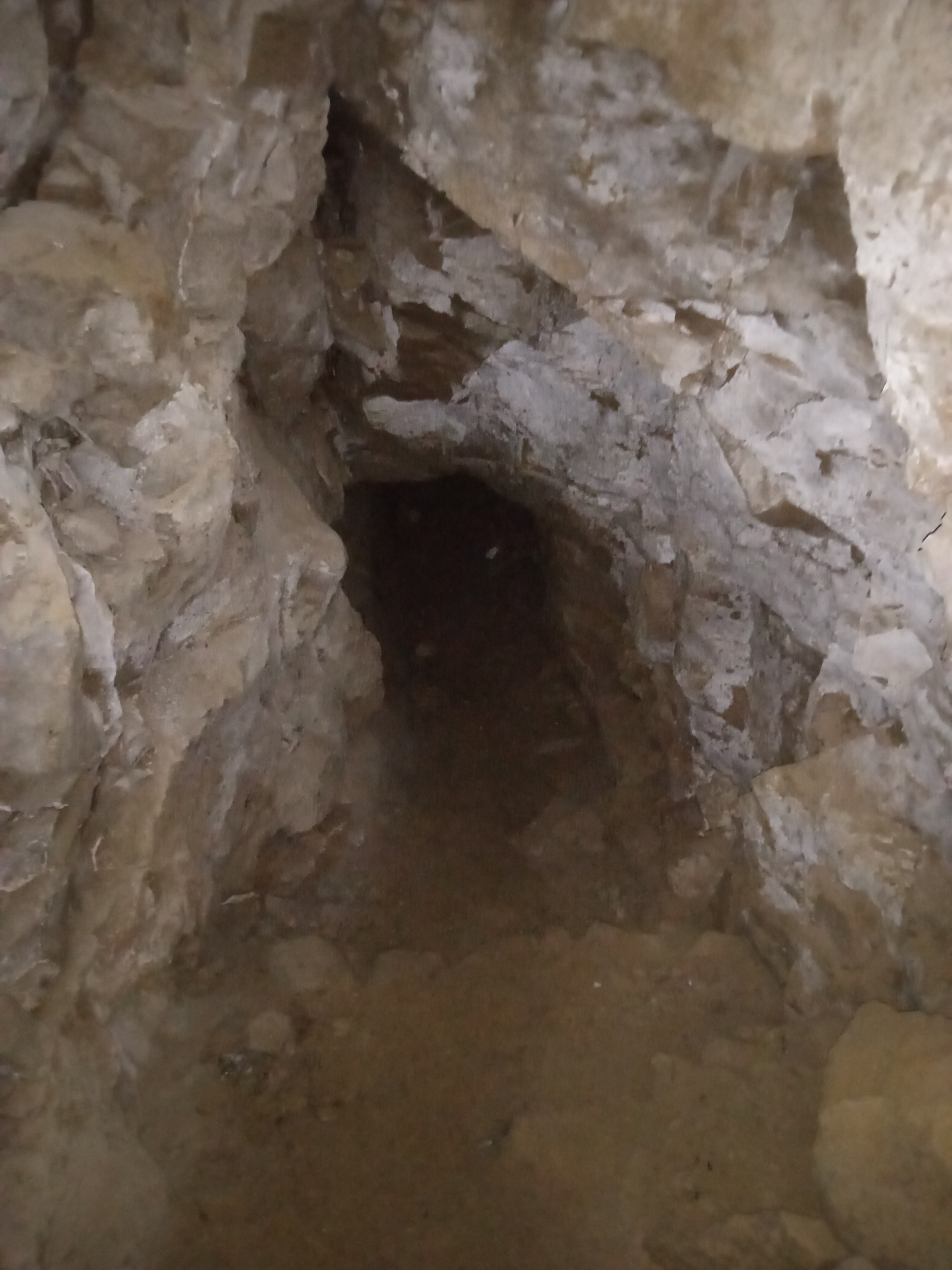
A Bajóti Büdös-lyuk főjáratának egyik része

2013. július 19-től, a vidékfejlesztési miniszter 58/2013. (VII. 11.) VM rendelete szerint, a Bajóti Büdös-lyuk (Gerecse hegység, Duna–Ipoly Nemzeti Park Igazgatóság működési területe) az igazgatóság hozzájárulásával látogatható. 2013-ban a Gerecse hegység jelentősebb (legalább 10 egyedszámú) denevér-telelőhelyei közé tartozott a barlang (2013. november 21-én 64 példány telelt benne). Meg lett figyelve a barlangban a kis patkósdenevérek új (bizonyítottan, a barlangban először összeállt) szülőkolóniája, mely 46 egyedből állt. 2013. január 30-án 6 kis patkósdenevért, 2013. március 1-jén 38 kis patkósdenevért, 6 kereknyergű patkósdenevért, 3 vízi denevért, 2013. március 28-án 47 kis patkósdenevért, 1 kereknyergű patkósdenevért, 1 vízi denevért, 2013. április 29-én 10 kis patkósdenevért, 5 kereknyergű patkósdenevért, 2013. május 30-án 28 kis patkósdenevért, 8 kereknyergű patkósdenevért, 2013. július 2-án 46 kis patkósdenevért, 2013. július 26-án 48 kis patkósdenevért, 2013. augusztus 30-án 50 kis patkósdenevért, 2013. szeptember 27-én 44 kis patkósdenevért, 2013. október 30-án 25 kis patkósdenevért, 1 nagy patkósdenevért, 2 kereknyergű patkósdenevért, 2013. november 21-én 64 kis patkósdenevért, 2013. november 30-án 62 kis patkósdenevért, 2013. december 27-én pedig 1 kis patkósdenevért figyelt meg az egyesület a barlangban.
2013 februárban elkészültek a Bajóti Büdös-lyuk (Gerecse hegység, 4661-16) térképei. A barlangot a térképek elkészítéséhez Ba Julianna, Mihalik Zoltán, Polacsek Zsolt és Vendégh Mátyás mérték fel. Meg lett szerkesztve a barlang alaprajz térképe, 0°–180° irányú hosszmetszet térképe, 11 keresztszelvény térképe és egy részének (a barlang 9-es, 12-es, 17-es, 20-as és 24-es felmérési pontjain át) 270°–90° irányú hosszmetszet térképe. A térképek 1:100 méretarányban mutatják be a barlangot. Az alaprajz térkép használatához, a térképlapján jelölve van az É-i irány. Az alaprajz térképen megfigyelhető a 11 keresztszelvény elhelyezkedése a barlangban.
A Polacsek Zsolt által írt, 2014. évi kutatási jelentésbe bekerült a barlang 2013. évi kutatási jelentésében lévő barlangismertetés. A 2014. évi jelentésben meg van említve, hogy 2014-ben csak 2014 elején történt Polacsek Zsolték által végzett feltárómunka a barlangban (3102-7/2012, majd 3102-9/2012 iktatási számú kutatási engedély). Ennek során a 2013. decemberben felfedezett új barlangszakasz lett feltérképezve, és némi bontás történt ezen a helyen. A bejutás helyén balra nyíló hasadék nagyon ki van jelölve denevérek által. Elkezdődött a hasadék rendkívül huzatos végének bontása. Mivel egyszerűbbnek tűnt a szálkőszűkületet leásással kikerülni, ezért itt mélyítettek egy 6 m mély aknát. Ennek alja azonban szálkőzetben beszűkül, ezért minden bizonnyal itt nem fogják folytatni a munkát, de a hasadékvég szűkülete reményt keltő. A denevérek itt repülnek el valamerre, ezért Polacsek Zsolték itt próbálkoznak. 2014 végén, a denevéres időszak végén, a felszíni időjárás rendhagyó módon, még december végén is tavaszias volt. Ezért a barlang elülső részében megfigyelhető sok denevér miatt szüneteltették (átmenetileg) a munkát.

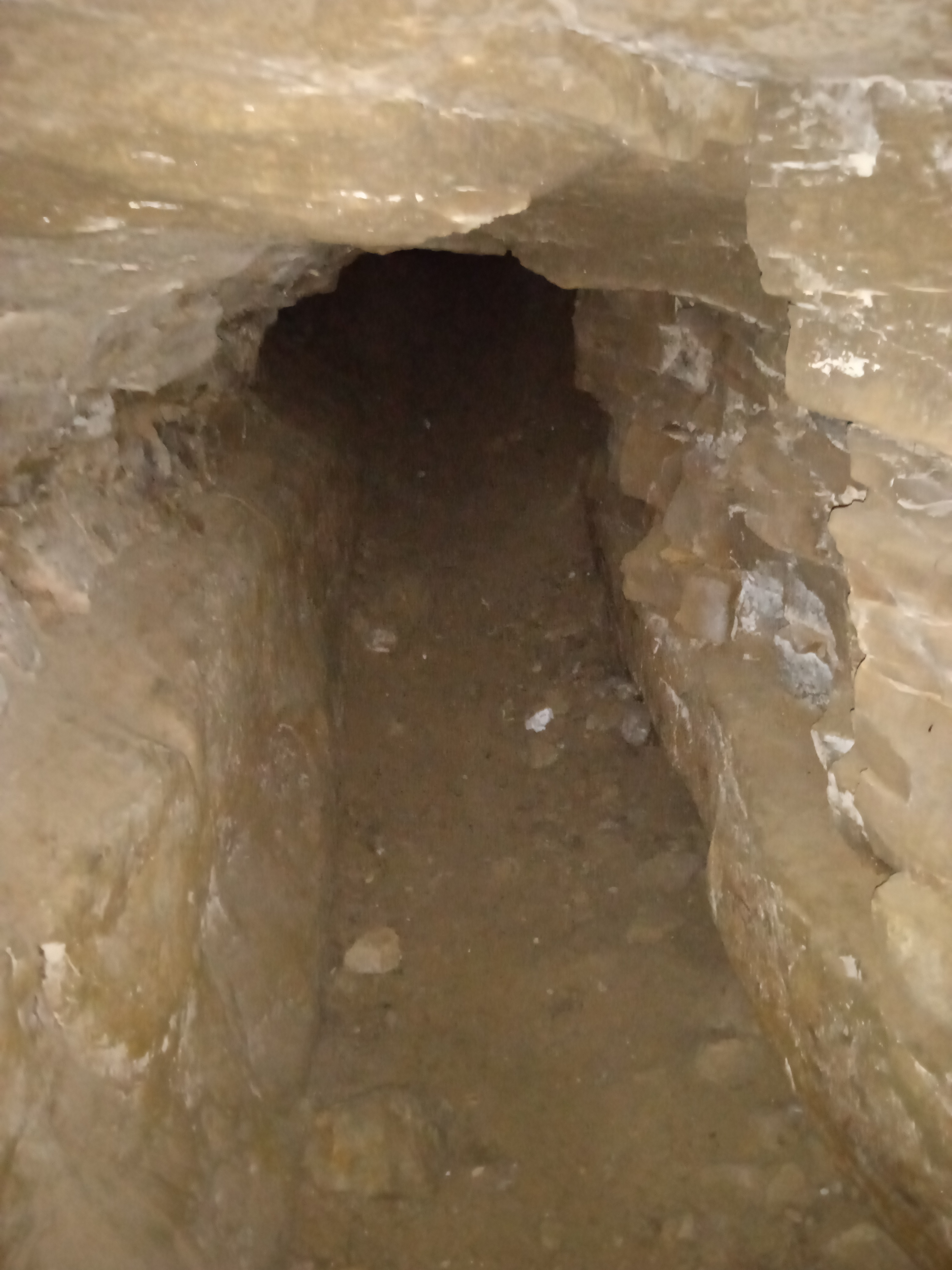
A Bajóti Büdös-lyuk főjáratának egyik része

2014-ben a Gerecse hegység jelentősebb (legalább 10 egyedszámú) denevér-telelőhelyei közé tartozott a barlang (2014. február 28-án 45 példány telelt benne). A barlangban 2013-ban megfigyelt szülőkolónia 2014-ben nem állt össze. 2014. február 19-én 19 kis patkósdenevért, 1 nagyfülű denevért, 2014. február 28-án 43 kis patkósdenevért, 1 kereknyergű patkósdenevért, 1 nagyfülű denevért, 2014. március 31-én 13 kis patkósdenevért, 9 kereknyergű patkósdenevért, 1 vízi denevért, 2014. április 25-én 30 kis patkósdenevért, 20 kereknyergű patkósdenevért, 2014. május 30-án 20 kis patkósdenevért, 12 kereknyergű patkósdenevért, 2014. június 27-én 1 kis patkósdenevért, 5 kereknyergű patkósdenevért, 2014. július 30-án 3 kis patkósdenevért, 2014. augusztus 28-án 1 kis patkósdenevért, 2014. szeptember 28-án 2 kis patkósdenevért, 1 nagy patkósdenevért, 2014. október 15-én 4 kis patkósdenevért, 1 nagy patkósdenevért, 2014. október 31-én 16 kis patkósdenevért, 1 kereknyergű patkósdenevért, 2014. november 29-én 19 kis patkósdenevért, 1 nagy patkósdenevért, 2014. december 29-én pedig 4 kis patkósdenevért figyelt meg az egyesület a barlangban. (A 2014. január 31-i barlangbejáráskor nem volt a barlangban denevér.)
A Polacsek Zsolt által írt, 2015. évi kutatási jelentésbe ismét bekerült a barlang 2013. évi kutatási jelentésében lévő barlangismertetés. Polacsek Zsolték 2015 telén is észlelték, hogy a barlangban van egy jelentős denevérkolónia. Ezért nem folytatták a barlang kutatását (3102-7/2012, majd 3102-9/2012 iktatási számú kutatási engedély), pedig a helyszínen többször is jártak.
A Polacsek Zsolt által írt, a Bajóti Büdös-lyuk kutatását ismertető, 2016-ban írt kutatási zárójelentésben szó van arról, hogy a barlangnak a Gerecse hegység É-i részén, Bajóttól D-re, a Domonkos-hegy oldalában van a kiépített bejárata. A barlang 125 m hosszú és kb. 20 m mély. A bejárati, műanyagcsővel kiépített szakasz után, egy majdnem vízszintes, nagyon omladékos mennyezetű járat következik, amely a barlang egykori végpontjáig tart. Ennek a szakasznak a járatai eocén homokkőben keletkeztek. Nem ismert, hogy milyen módon jött létre ez, a Tokodi Homokkő Formáció meszes kifejlődésű változatában lévő barlangszakasz. Valószínűleg egy mélyebben kialakult üregrendszer összeszakadása miatt keletkezett anyaghiány okozhatta keletkezését. A 2012–2013-ban feltárt járatok, melyek szintén szűk hasadékok, a barlang alsó szintjén, a barlangbejárattól 10-rel lejjebb helyezkednek el. A járatok itt a homokkő feküjébe települt millecaputos mészmárgában, majd (kb. 18 m mélységtől) a Nagysápi Formáció eocén mészkövében húzódnak. A homokkőben és a mészmárgában
sok eocén őskövület van, de a mészkőben eddig nem fedezték fel Polacsek Zsolték ezek jelenlétét.
A barlang bejáratában télen, kifelé áramló nagy párafelhő figyelhető meg. A mélyből feltörő, 12 °C-os levegő eredete ismeretlen, mennyisége pedig (a Polacsek Zsolték által végzett mérések alapján) jelentős is lehet. A barlangot a Vértes László Karszt- és Barlangkutató Csoport 1986-ban tárta fel, kb. 50 m hosszúságig. A rendkívül érdekes, eocén homokkőben keletkezett barlang, már felfedezésekor is nagyon jelentős denevérszállás volt. A barlang 2011-ben le lett zárva biztonságot nyújtó ajtóval, denevérbarát módon. Ezután, ugrásszerűen megnőtt a barlangban megfigyelt denevéregyedszám. Emiatt, az utóbbi években nem volt lehetőség kutatni a barlangot.
Polacsek Zsolték a barlang bejáratának kiépítése közben megfigyelt, jelentős nagyságú légáramlás alapján, 2012-ben kezdték el kutatni a barlangot (kutatási engedély száma: 3102-7/2012). Még ebben az évben, nehéz munkával 125 m-re növelték a barlang hosszát. A kutatómunkát a barlangot alkotó, hálózatos törésrendszer egyik hasadékvégében, 2014-ig folytatták. A hasadékvégben ugyanis erős légmozgás volt észlelhető. A 2014-től egyre inkább gyarapodó denevérállományt megkímélve, annak ellenére sem folytatták a munkát, hogy az év bizonyos időszakaiban lehetséges lett volna kutatni a barlangot (az engedélyük alapján). A munkát emiatt, 2016. december 31-én befejezték. A barlangban élő sok denevér megóvása miatt, célszerű lenne teljesen megtiltani a barlang látogatását és kutatását. A zárójelentésben van 4 olyan, színes fénykép, amelyek bemutatják a barlangot. A kéziratba bekerültek a barlang 2013-ban készült térképei.
A Bajóti Büdös-lyuk (Gerecse hegység, Duna–Ipoly Nemzeti Park Igazgatóság működési területe) 2021. május 10-től, az agrárminiszter 17/2021. (IV. 9.) AM rendelete szerint, az igazgatóság engedélyével látogatható. A 13/1998. (V. 6.) KTM rendelet egyidejűleg hatályát veszti.

## Denevér-megfigyelések
| \| Dátum \| Rhin. hip. \| Rhin. eur. \| Rhin. fer. \| Myo. myo. \| Myo. dau. \| Myo. bech. \| Bar. bar. \| Indet sp. \| \| -------------------- \| ---------- \| ---------- \| ---------- \| --------- \| --------- \| ---------- \| --------- \| --------- \| \| 1986. január 26. \| – \| – \| – \| – \| – \| – \| – \| – \| \| 1988. január 24. \| – \| – \| – \| – \| – \| – \| – \| 1 \| \| 1989. január 15. \| – \| – \| – \| – \| – \| – \| – \| – \| \| 1989. augusztus 12. \| – \| – \| – \| – \| – \| – \| – \| – \| \| 2004. augusztus 19. \| 3 \| – \| – \| – \| – \| – \| – \| – \| \| 2004. december 28. \| 10 \| – \| – \| – \| – \| – \| – \| – \| \| 2005. április 12. \| 47 \| – \| – \| 1 \| – \| – \| – \| – \| \| 2005. április 30. \| 18 \| – \| – \| – \| – \| – \| – \| – \| \| 2005. szeptember 24. \| 27 \| – \| – \| – \| – \| – \| – \| – \| \| 2005. október 30. \| 46 \| – \| – \| 7 \| – \| – \| – \| – \| \| 2005. november 26. \| 10 \| – \| – \| 9 \| – \| – \| 1 \| – \| \| 2005. december 22. \| 1 \| – \| – \| – \| – \| – \| – \| – \| \| 2006. január 29. \| 1 \| – \| – \| – \| – \| – \| – \| – \| \| 2006. február 26. \| 14 \| – \| – \| – \| – \| – \| – \| – \| \| 2006. március 26. \| 31 \| – \| – \| – \| – \| – \| – \| – \| \| 2006. április 30. \| 26 \| – \| – \| – \| – \| – \| – \| – \| \| 2006. május 21. \| 12 \| – \| – \| – \| – \| – \| – \| – \| \| 2006. június 25. \| 3 \| – \| – \| – \| – \| – \| – \| – \| \| 2006. július 29. \| 1 \| – \| – \| – \| – \| – \| – \| 1 \| \| 2006. augusztus 27. \| – \| – \| – \| – \| – \| – \| – \| – \| \| 2006. szeptember 30. \| 26 \| – \| – \| – \| – \| – \| – \| – \| \| 2006. október 29. \| 43 \| 5 \| – \| – \| – \| – \| – \| – \| \| 2006. november 25. \| 31 \| – \| – \| – \| – \| – \| – \| – \| \| 2006. december 28. \| 1 \| – \| – \| – \| – \| – \| – \| – \| \| 2007. január 26. \| 4 \| – \| – \| – \| – \| – \| – \| – \| \| 2007. február 24. \| 15 \| – \| – \| – \| – \| – \| – \| – \| \| 2011. május 3. \| 12 \| – \| – \| – \| – \| – \| – \| – \| \| 2011. július 26. \| – \| – \| – \| – \| – \| – \| – \| – \| \| 2011. szeptember 21. \| 3 \| – \| – \| – \| – \| – \| – \| – \| \| 2011. szeptember 29. \| 14 \| – \| – \| – \| – \| – \| – \| – \| \| 2011. október 27. \| 42 \| – \| – \| – \| – \| – \| – \| – \| \| 2011. november 26. \| 10 \| – \| – \| 1 \| – \| – \| – \| – \| \| 2011. december 28. \| 1 \| 1 \| – \| – \| – \| – \| – \| – \| \| 2012. január 25. \| 1 \| – \| – \| – \| – \| – \| – \| – \| \| 2012. február 26. \| – \| – \| – \| – \| – \| – \| – \| – \| \| 2012. március 14. \| 14 \| – \| – \| – \| – \| – \| – \| – \| \| 2012. március 24. \| 10 \| 4 \| – \| – \| 1 (tetem) \| – \| – \| – \| \| 2012. április 26. \| 10 \| 10 \| – \| – \| – \| – \| – \| – \| \| 2012. május 31. \| 4 \| 10 \| – \| – \| – \| – \| – \| – \| \| 2012. június 29. \| 1 \| – \| – \| – \| – \| – \| – \| 1 \| \| 2012. július 26. \| 10 \| – \| – \| – \| – \| – \| – \| – \| \| 2012. augusztus 30. \| 27 \| – \| – \| – \| – \| – \| – \| – \| \| 2012. szeptember 27. \| 42 \| – \| – \| – \| – \| – \| – \| – \| \| 2012. október 27. \| 72 \| – \| – \| – \| – \| – \| – \| – \| \| 2012. november 29. \| 72 \| – \| – \| – \| – \| – \| – \| – \| \| 2012. december 27. \| 1 \| – \| – \| – \| – \| – \| – \| – \| \| 2013. január 30. \| 6 \| – \| – \| – \| – \| – \| – \| – \| \| 2013. március 1. \| 38 \| 6 \| – \| – \| 3 \| – \| – \| – \| \| 2013. március 28. \| 47 \| 1 \| – \| – \| 1 \| – \| – \| – \| \| 2013. április 29. \| 10 \| 5 \| – \| – \| – \| – \| – \| – \| \| 2013. május 30. \| 28 \| 8 \| – \| – \| – \| – \| – \| – \| \| 2013. július 2. \| 46 \| – \| – \| – \| – \| – \| – \| – \| \| 2013. július 26. \| 48 \| – \| – \| – \| – \| – \| – \| – \| \| 2013. augusztus 30. \| 50 \| – \| – \| – \| – \| – \| – \| – \| \| 2013. szeptember 27. \| 44 \| – \| – \| – \| – \| – \| – \| – \| \| 2013. október 30. \| 25 \| 2 \| 1 \| – \| – \| – \| – \| – \| \| 2013. november 21. \| 64 \| – \| – \| – \| – \| – \| – \| – \| \| 2013. november 30. \| 62 \| – \| – \| – \| – \| – \| – \| – \| \| 2013. december 27. \| 1 \| – \| – \| – \| – \| – \| – \| – \| \| 2014. január 31. \| – \| – \| – \| – \| – \| – \| – \| – \| \| 2014. február 19. \| 19 \| – \| – \| – \| – \| 1 \| – \| – \| \| 2014. február 28. \| 43 \| 1 \| – \| – \| – \| 1 \| – \| – \| \| 2014. március 31. \| 13 \| 9 \| – \| – \| 1 \| – \| – \| – \| \| 2014. április 25. \| 30 \| 20 \| – \| – \| – \| – \| – \| – \| \| 2014. május 30. \| 20 \| 12 \| – \| – \| – \| – \| – \| – \| \| 2014. június 27. \| 1 \| 5 \| – \| – \| – \| – \| – \| – \| \| 2014. július 30. \| 3 \| – \| – \| – \| – \| – \| – \| – \| \| 2014. augusztus 28. \| 1 \| – \| – \| – \| – \| – \| – \| – \| \| 2014. szeptember 28. \| 2 \| – \| 1 \| – \| – \| – \| – \| – \| \| 2014. október 15. \| 4 \| – \| 1 \| – \| – \| – \| – \| – \| \| 2014. október 31. \| 16 \| 1 \| – \| – \| – \| – \| – \| – \| \| 2014. november 29. \| 19 \| – \| 1 \| – \| – \| – \| – \| – \| \| 2014. december 29. \| 4 \| – \| – \| – \| – \| – \| – \| – \| |            |            |            |           |           |            |           |           |
| Dátum | Rhin. hip. | Rhin. eur. | Rhin. fer. | Myo. myo. | Myo. dau. | Myo. bech. | Bar. bar. | Indet sp. |
| 1986. január 26. | –          | –          | –          | –         | –         | –          | –         | –         |
| 1988. január 24. | –          | –          | –          | –         | –         | –          | –         | 1         |
| 1989. január 15. | –          | –          | –          | –         | –         | –          | –         | –         |
| 1989. augusztus 12. | –          | –          | –          | –         | –         | –          | –         | –         |
| 2004. augusztus 19. | 3          | –          | –          | –         | –         | –          | –         | –         |
| 2004. december 28. | 10         | –          | –          | –         | –         | –          | –         | –         |
| 2005. április 12. | 47         | –          | –          | 1         | –         | –          | –         | –         |
| 2005. április 30. | 18         | –          | –          | –         | –         | –          | –         | –         |
| 2005. szeptember 24. | 27         | –          | –          | –         | –         | –          | –         | –         |
| 2005. október 30. | 46         | –          | –          | 7         | –         | –          | –         | –         |
| 2005. november 26. | 10         | –          | –          | 9         | –         | –          | 1         | –         |
| 2005. december 22. | 1          | –          | –          | –         | –         | –          | –         | –         |
| 2006. január 29. | 1          | –          | –          | –         | –         | –          | –         | –         |
| 2006. február 26. | 14         | –          | –          | –         | –         | –          | –         | –         |
| 2006. március 26. | 31         | –          | –          | –         | –         | –          | –         | –         |
| 2006. április 30. | 26         | –          | –          | –         | –         | –          | –         | –         |
| 2006. május 21. | 12         | –          | –          | –         | –         | –          | –         | –         |
| 2006. június 25. | 3          | –          | –          | –         | –         | –          | –         | –         |
| 2006. július 29. | 1          | –          | –          | –         | –         | –          | –         | 1         |
| 2006. augusztus 27. | –          | –          | –          | –         | –         | –          | –         | –         |
| 2006. szeptember 30. | 26         | –          | –          | –         | –         | –          | –         | –         |
| 2006. október 29. | 43         | 5          | –          | –         | –         | –          | –         | –         |
| 2006. november 25. | 31         | –          | –          | –         | –         | –          | –         | –         |
| 2006. december 28. | 1          | –          | –          | –         | –         | –          | –         | –         |
| 2007. január 26. | 4          | –          | –          | –         | –         | –          | –         | –         |
| 2007. február 24. | 15         | –          | –          | –         | –         | –          | –         | –         |
| 2011. május 3. | 12         | –          | –          | –         | –         | –          | –         | –         |
| 2011. július 26. | –          | –          | –          | –         | –         | –          | –         | –         |
| 2011. szeptember 21. | 3          | –          | –          | –         | –         | –          | –         | –         |
| 2011. szeptember 29. | 14         | –          | –          | –         | –         | –          | –         | –         |
| 2011. október 27. | 42         | –          | –          | –         | –         | –          | –         | –         |
| 2011. november 26. | 10         | –          | –          | 1         | –         | –          | –         | –         |
| 2011. december 28. | 1          | 1          | –          | –         | –         | –          | –         | –         |
| 2012. január 25. | 1          | –          | –          | –         | –         | –          | –         | –         |
| 2012. február 26. | –          | –          | –          | –         | –         | –          | –         | –         |
| 2012. március 14. | 14         | –          | –          | –         | –         | –          | –         | –         |
| 2012. március 24. | 10         | 4          | –          | –         | 1 (tetem) | –          | –         | –         |
| 2012. április 26. | 10         | 10         | –          | –         | –         | –          | –         | –         |
| 2012. május 31. | 4          | 10         | –          | –         | –         | –          | –         | –         |
| 2012. június 29. | 1          | –          | –          | –         | –         | –          | –         | 1         |
| 2012. július 26. | 10         | –          | –          | –         | –         | –          | –         | –         |
| 2012. augusztus 30. | 27         | –          | –          | –         | –         | –          | –         | –         |
| 2012. szeptember 27. | 42         | –          | –          | –         | –         | –          | –         | –         |
| 2012. október 27. | 72         | –          | –          | –         | –         | –          | –         | –         |
| 2012. november 29. | 72         | –          | –          | –         | –         | –          | –         | –         |
| 2012. december 27. | 1          | –          | –          | –         | –         | –          | –         | –         |
| 2013. január 30. | 6          | –          | –          | –         | –         | –          | –         | –         |
| 2013. március 1. | 38         | 6          | –          | –         | 3         | –          | –         | –         |
| 2013. március 28. | 47         | 1          | –          | –         | 1         | –          | –         | –         |
| 2013. április 29. | 10         | 5          | –          | –         | –         | –          | –         | –         |
| 2013. május 30. | 28         | 8          | –          | –         | –         | –          | –         | –         |
| 2013. július 2. | 46         | –          | –          | –         | –         | –          | –         | –         |
| 2013. július 26. | 48         | –          | –          | –         | –         | –          | –         | –         |
| 2013. augusztus 30. | 50         | –          | –          | –         | –         | –          | –         | –         |
| 2013. szeptember 27. | 44         | –          | –          | –         | –         | –          | –         | –         |
| 2013. október 30. | 25         | 2          | 1          | –         | –         | –          | –         | –         |
| 2013. november 21. | 64         | –          | –          | –         | –         | –          | –         | –         |
| 2013. november 30. | 62         | –          | –          | –         | –         | –          | –         | –         |
| 2013. december 27. | 1          | –          | –          | –         | –         | –          | –         | –         |
| 2014. január 31. | –          | –          | –          | –         | –         | –          | –         | –         |
| 2014. február 19. | 19         | –          | –          | –         | –         | 1          | –         | –         |
| 2014. február 28. | 43         | 1          | –          | –         | –         | 1          | –         | –         |
| 2014. március 31. | 13         | 9          | –          | –         | 1         | –          | –         | –         |
| 2014. április 25. | 30         | 20         | –          | –         | –         | –          | –         | –         |
| 2014. május 30. | 20         | 12         | –          | –         | –         | –          | –         | –         |
| 2014. június 27. | 1          | 5          | –          | –         | –         | –          | –         | –         |
| 2014. július 30. | 3          | –          | –          | –         | –         | –          | –         | –         |
| 2014. augusztus 28. | 1          | –          | –          | –         | –         | –          | –         | –         |
| 2014. szeptember 28. | 2          | –          | 1          | –         | –         | –          | –         | –         |
| 2014. október 15. | 4          | –          | 1          | –         | –         | –          | –         | –         |
| 2014. október 31. | 16         | 1          | –          | –         | –         | –          | –         | –         |
| 2014. november 29. | 19         | –          | 1          | –         | –         | –          | –         | –         |
| 2014. december 29. | 4          | –          | –          | –         | –         | –          | –         | –         |

## További irodalom
- Holényi László: Gerecse útikalauz. Budapest, 1959.
- Holényi László: Gerecse útikalauz. Budapest, 1967.